# Ficus de l'Índia
El ficus de l'Índia o llorer d'Índies (Ficus retusa), amb el sinònim de Ficus microcarpa var. nitida és una espècie d'arbre de fulla persistent. És originari de Malàisia, Taiwan, i altres llocs del sud-est i est d'Àsia.
És un arbre menut, amb fulles ovals, de disposició alternada i de color verd fosc. L'escorça és de grisa a vermellenca. És considerat l'arbre més fàcil per a convertir-lo en un Bonsai. Tot i això també es planta a plena terra com a arbre ornamental.